# Diocesi di Tentiri
La diocesi di Tentiri (in latino Dioecesis Tentyritana) è una sede soppressa e sede titolare della Chiesa cattolica.

## Storia
Tentiri, l'antica Dendera, è un'antica sede episcopale della provincia romana della Tebaide Seconda nella diocesi civile d'Egitto. Faceva parte del patriarcato di Alessandria ed era suffraganea dell'arcidiocesi di Tolemaide.
Sono tre i vescovi noti di quest'antica diocesi egiziana. Il primo è Pacomio (Pakhumès), vescovo meleziano, il cui nome figura nella lista, trasmessa da Atanasio di Alessandria, dei vescovi meleziani che Melezio di Licopoli inviò all'arcivescovo Alessandro di Alessandria all'indomani del concilio di Nicea del 325. Questo vescovo è ancora documentato tra gli accusatori di Atanasio al concilio di Tiro del 335.
Nella lettera festale XI di Atanasio, del 339, vengono riportati i nomi di vescovi deceduti di diverse sedi egiziane e i nomi di coloro che furono nominati al loro posto. Per la sede di Tentiri al defunto Serapione (Saprion) succedette il figlio Andronico. Serapione figura tra i sostenitori di Atanasio nel concilio di Tiro del 335; ed è ancora documentato nella vita di san Pacomio, in occasione di una visita che il santo fece nella Tebaide nel 330. Andronico invece figura tra i 94 vescovi egiziani che sottoscrissero il concilio di Sardica del 343/344.
Dal XIX secolo Tentiri è annoverata tra le sedi vescovili titolari della Chiesa cattolica; la sede è vacante dall'11 settembre 1972.

## Cronotassi

### Vescovi residenti
- Pacomio (Pakhumès) † (prima del 325 - dopo il 335) (vescovo meleziano)
- Serapione (Saprion) † (prima del 330 - circa 339 deceduto)
- Andronico † (circa 339 - dopo il 343/344)

### Vescovi titolari
- Matthew Gaughren, O.M.I. † (23 gennaio 1902 - 1º giugno 1914 deceduto)
- Emile-Marie Bunoz, O.M.I. † (13 giugno 1917 - 3 giugno 1945 deceduto)
- André van den Bronk, S.M.A. † (30 luglio 1946 - 15 maggio 1952 nominato vescovo di Kumasi)
- Teodor Bensch † (1º dicembre 1956 - 7 gennaio 1958 deceduto)
- Jean-Rosière-Eugène Arnaud, M.E.P. † (2 marzo 1958 - 11 settembre 1972 deceduto)